# إدوارد هيتشكوك
إدوارد هيتشكوك (بالإنجليزية: Edward Hitchcock)‏ هو إحاثي وعالم نبات وجيولوجي أمريكي، ولد في 24 مايو 1793 في مقاطعة فرانكلين في الولايات المتحدة، وتوفي في 27 فبراير 1864 في ماساتشوستس في الولايات المتحدة.